# Montfort (famiglia)
Il Casato di Montfort (o Montfort-l'Amaury) era una casa nobiliare francese medievale che si spostò successivamente nel Regno d'Inghilterra e diede origine al famoso Simon de Montfort, 6 ° conte di Leicester; suo padre Simon de Monfort il Vecchio, capo dei crociati francesi durante la crociata albigese, è molto più noto in Francia e tra i militari medievalisti.

## Storia
La famiglia nacque quando Ugo Capeto concesse una piccola signoria a Guillaume de Montfort nell'Île-de-France . I suoi successori sarebbero stati vassalli dei conti di Beaumont. Il figlio di Guillaume, Amaury iniziò a costruire un castello che alla fine sarebbe diventato l'eponimo Montfort-l'Amaury . Il progetto, tuttavia, era ancora incompleto quando morì intorno al 1053, ma suo figlio, Simon, riuscì a portarlo a termine nel 1067. Il suo pronipote, Simone IV, alla fine sposerà l'erede di Leicester e il loro figlio, Simone V, diventerà il primo conte Montfort di Leicester.
Durante il XIII secolo la famiglia perse la sua dimora ancestrale di Montfort-l'Amaury a favore della Casa di Dreux .

## Genealogia
Guillaume
- Amaury I
  - Simon I
    - Amaury II
    - Isabel
    - Bertrade
    - Richard
    - Simon II
    - Amaury III
      - Amaury IV
      - Simon III
        - Amaury V
        - Simon IV
          - Simon V
            - Amaury VI
              - Giovanni I
                - Beatrice

              - Marguerite
              - Laure
              - Adela
              - Pernelle

            - Simon V
              - Henry
              - Simon VI
              - Amaury
              - Guy di Nola, primo conte di Nola
                - Anastasia
                - Tomasina

              - Joanna
              - Richard
              - Eleanor

            - Guy di Bigorre
              - Alice
              - Pernelle di Bigorre

          - Guy I di Sidone
            - Filippo I
              - Filippo II
                - John
                - Laure
                - Eleonore
                - Jeanne

              - Giovanni di Tiro
              - Humphrey
                - Amaury di Montfort
                - Rupen di Montfort

            - Pernelle
            - Alicia
            - Agnes
            - Guy II di Sidone

          - Petronilla

        - Bertrade

      - Agnès

    - Guillaume
    - Adeliza
- Mainier
- Eva

## Famiglia Monforte
Il ramo italiano dei Monforte ebbe origine con Guido di Montfort (1244/1291), che giunse in Italia nel 1267, al seguito del re Carlo I d'Angiò. Ebbero i titoli di duchi di Laurito, marchesi di San Giuliano, conti di Squillace, conti di Nola.

### Blasone
Di rosso al leone d'oro tenente nella branca destra uno scudo d'ermellino.